# Alexander Armstrong
Alexander Henry Fenwick Armstrong, född  2 mars 1970 i Rothbury i Northumberland, är en brittisk skådespelare och radio- och TV-programledare.

## Rollista i urval
- 1995 – Mitt liv som snut (TV-serie)
- 1996 – Sharpe (TV-serie)
- 1997–2001 – Armstrong and Miller (TV-serie)
- 2005 – Match Point
- 2006 – Scoop
- 2007–2010 – The Armstrong & Miller Show (TV-serie)
- 2007–2011 – The Sarah Jane Adventures (TV-serie) (röst)
- 2008, 2011 – Doctor Who (TV-serie) (röst)
- 2011 – Rev. (TV-serie)
- 2011–  – Greta Gris (TV-serie) (röst)
- 2013–  – Paw Patrol (TV-serie) (röst)
- 2014 – Not Going Out (TV-serie)

## Programledare i urval
- 2003–  – Have I Got News For You (TV-serie)
- 2009–  – Pointless (TV-serie)